# مارگارت چو
مارگارت چو (انگلیسی: Margaret Cho؛ زادهٔ ۵ دسامبر ۱۹۶۸) یک استندآپ کمدین، هنرپیشه، طراح مد، نویسنده و خواننده-ترانه‌سرای اهل ایالات متحده آمریکا است که به خاطر اجراهای کمدی استدآپ بسیار مشهور است که در آن به نقد مسائل اجتماعی مخصوصاً مسائل مربوط به نژاد و جنسیت می‌پردازد. وی همچنین از فعالان حقوق دگرباشان جنسی است که به خاطر آن جوایز متعددی نیز دریافت کرده‌است.
از فیلم‌ها یا برنامه‌های تلویزیونی که وی در آن نقش داشته‌است می‌توان به تغییر چهره، این مهمونی منه، کنترل زمین و دوستی اشاره کرد همچنین در چهار اپیزود از ۳۰ راک در نقش کیم جونگ-ایل ظاهر شد.